# Extraterrestre e altri successi
Extraterrestre ed altri successi è un album di Eugenio Finardi pubblicato nel 1998.

## Tracce
1. Musica ribelle – 4:27
2. Sulla strada – 4:17
3. Legalizzatela – 5:00
4. La radio – 2:07
5. La storia della mente – 6:30
6. Extraterrestre – 5:22
7. La C.I.A. – 3:57
8. Voglio – 4:32
9. Diesel – 4:49
10. La paura del domani – 3:29